# 芭芭拉·比林斯利
芭芭拉·比林斯利（英語：Barbara Billingsley，1915年12月22日—2010年10月16日），美国女演员。洛杉矶圣莫尼卡市出生，虽然比林斯利早在1940年代中期到1950年中期期间已经演出了几部电影，但是直到1954年在她出演了《反斗小宝贝》（Leave it to Beaver）之后才成名影视明星。她在剧中主演琼·克莉佛（June Cleaver），这是一个1950年代在家里作完美主妇的母亲形象，以既温柔又严格的方式养育两个儿子。
2010年10月16日在圣莫尼卡的家中病逝，享年94岁。比林斯利身后留下两个儿子、三个继子女，孙辈成群。